# St George’s (Hanover Square)

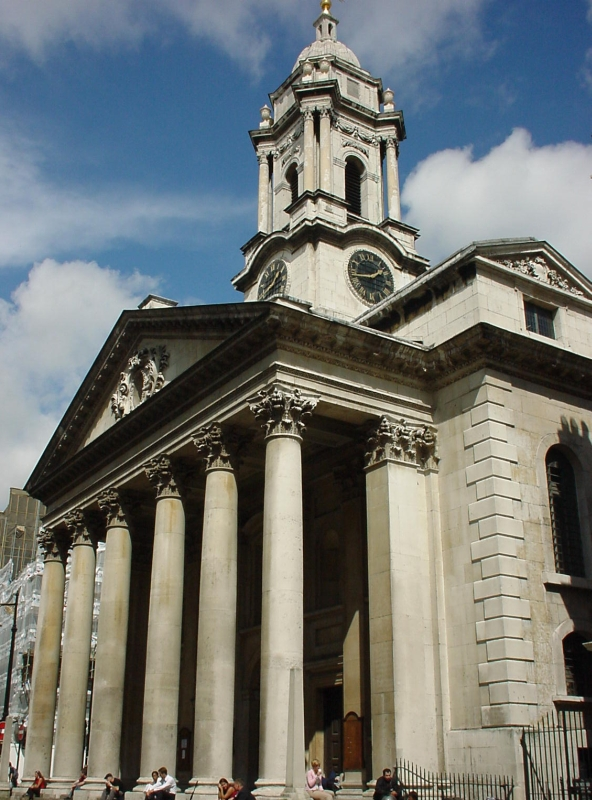
St George’s

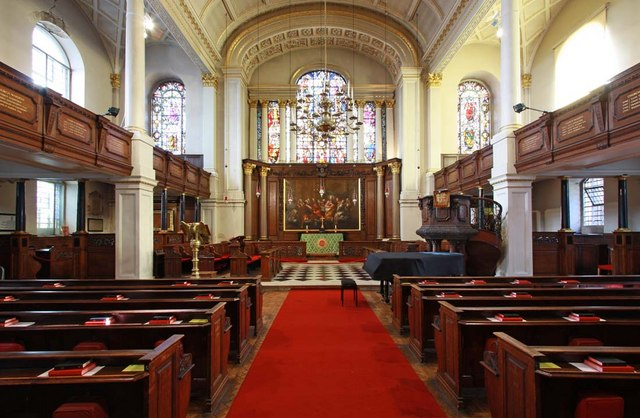
Innenansicht

St George’s ist eine ehemalige anglikanische Pfarrkirche in London.

## Geschichte
Die Gründung der Kirche erfolgte im Rahmen eines 1710 vom britischen Parlament verabschiedeten ehrgeizigen Kirchenbauprogramms, durch das im Stadtgebiet von London Fünfzig Neue Kirchen errichtet werden sollten, von denen aber nur zwölf verwirklicht wurden. Die Kirche wurde zugleich aus dem Pfarrverband der Kirche St Martin-in-the-Fields gelöst, die gleichzeitig einen Kirchenneubau erhielt. 1922 wurde die Pfarrei aufgelöst.
Erbaut wurde die Kirche 1721 bis 1724 durch den Architekten John James im Stil des englischen Palladianismus als Bestandteil des neuangelegten Viertels um den Hanover Square. Ihr architektonisch wirksamstes Element ist der in den Straßenraum der Saint George Street vorspringende Portikus mit sechs korinthischen Säulen, über dessen Giebel ursprünglich die Statue des Förderers der Kirche, des britischen Königs Georg I. von Hannover, aufgestellt werden sollte. Im Innern ist die Kirche eine Emporenhalle mit tonnengewölbtem Mittelschiff, das in einem Palladiomotiv endet.
In der Pfarrei von Saint George lebte von 1724 bis zu seinem Tod 1759 der Komponist Georg Friedrich Händel.
Durch ihre Lage in einem der bevorzugten Wohngebiete im Londoner Westend wurde die Kirche zur bevorzugten Hochzeitskirche der englischen Gesellschaft.